# 文德里 (新北市板橋區)
25°01′22″N 121°27′45″E / 25.0228036°N 121.4624006°E
文德里為中華民國新北市板橋區轄下之一里，1994年從幸福里分出:44、45，位於板橋區中北部，是一處人口稠密的住宅區。其範圍東起漢生西路，西至新海路，北靠文德路，略呈三角形，面積0.0589平方公里。

## 歷史
文德里該地歷史上屬新埔庄。新埔庄廟新埔福德宮位於今文德里之東，相傳建於清朝乾隆年間，主祀福德正神，是整個新埔地區的地方管轄土地之神。
二次戰後，該地劃屬板橋鎮新埔里。1962年浮洲南部的婦聯二村遭逢葛樂禮颱風侵襲，居民於1965年遷移至新埔一帶的忠誠新村。同年，致理商專創校。1975年幸福里從新埔里析出。隨著新海路的開通，通過新海大橋往來新莊、板橋兩地的交通絡繹不絕。1994年8月，文德里從幸福里分出。:44、45里內有「板橋我家」、「英倫公園」、「陽明天下」、「日安陽明」、「新板艾麗」等社區。